# Пажес, Том
Томас (Том) Пажес (фр. Thomas "Tom" Pagès, род. 25 марта 1985, Нант, метрополия Франции) — участник соревнований по мотофристайлу, известен тем, что ранее исключал бэкфлипы из своих трюков. Самое большое достижение в его карьере — стал чемпионом Red Bull X-Fighters World Tour в 2013 году.

## Достижения
- 1-е место Red Bull X-Fighters 2012 в Мюнхене
- Призёр Red Bull X-Fighters World в 2012 году
- 1-е место Red Bull X-Fighters World 2013 в Мехико
- 1-е место в Red Bull X-Fighters World 2013 в Мадриде
- Чемпион Red Bull X-Fighters World Tour 2013 года
- 1-е место Red Bull X-Fighters 2014 в Мадриде